# Ottokar I van Bohemen
Ottokar I van Bohemen (circa 1155 - Praag, 15 december 1230) was van 1192 tot 1193 hertog en van 1198 tot aan zijn dood in 1230 koning van Bohemen.

## Levensloop
Hij was de oudste zoon van hertog Wladislaus II van Bohemen en Judith van Thüringen. In de jonge jaren van Ottokar heerste er veel anarchie in Bohemen.
In 1192 werd hij door keizer Hendrik VI van het Heilig Roomse Rijk benoemd tot de nieuwe hertog van Bohemen. In 1193 werd hij echter al afgezet omdat hij deelnam aan een samenzwering van verschillende Duitse prinsen om Hendrik VI af te zetten. Nadat zijn broer Wladislaus III Hendrik in 1197 hertog van Bohemen werd, dwong Ottokar hem om Bohemen aan hem terug te geven. In ruil kreeg Wladislaus Hendrik het markgraafschap Moravië. 
In 1198 ontstond er strijd tussen hertog Filips van Zwaben en Otto van Brunswijk, de latere keizer Otto IV, over de Heilig Roomse troon. Ottokar haalde daar zijn voordeel uit door zichzelf dat jaar tot koning te kronen. Deze daad werd gesteund door Filips van Zwaben, die Boheemse steun nodig had tegen Otto van Brunswijk.
In 1200 verbrak Ottokar zijn pact met Filips van Zwaben en koos hij de zijde van de Welf Otto van Brunswijk. Als dank hiervoor werd hij zowel door Otto als door paus Innocentius III erkend als koning van Bohemen. Filips viel echter Bohemen binnen en dwong Ottokar om een boete te betalen voor de verbreking van hun pact. Later koos Ottokar opnieuw de zijde van Filips van Zwaben en nog later behoorde hij tot de aanhangers van de jonge Frederik II van Sicilië, die vanaf 1211 de grootste tegenstander van keizer Otto IV was.
In 1212 sloten Frederik en Ottokar een overeenkomst. In die overeenkomst werd beslist dat Frederik Ottokar en zijn nakomelingen erkende als de rechtmatige heersers van Bohemen en dat de benoeming van de koning van Bohemen door de Heilig Roomse keizer niet langer hoefde. Ook werd overeengekomen dat de koning van Bohemen vanaf dan behoorde tot de edellieden die de heerser van het Heilig Roomse Rijk en de koning van Duitsland mochten kiezen en dat de koning van Bohemen een troepenmacht van 300 ridders meestuurde als de keizer van het Heilig Roomse Rijk in Rome gekroond werd.
Onder Ottokar I begon de Duitse migratie richting Bohemen en de groei van de Boheemse steden. Nadat Leopold VI van Oostenrijk in 1126 het huwelijk van Ottokars dochter Agnes en diens zoon Hendrik afblies, begon Ottokar in 1226 een oorlog tegen Oostenrijk. Vervolgens wilde hij Agnes laten trouwen met Hendrik III van Engeland, maar dat wilde keizer Frederik II niet aanvaardden omdat Hendrik een hevige tegenstander van de Hohenstaufen was. Keizer Frederik, inmiddels weduwnaar, wilde graag zelf met Agnes trouwen, maar Agnes zelf wilde niet bij dit gearrangeerde huwelijk betrokken worden. Uiteindelijk kon de paus Ottokar overtuigen om Agnes naar het klooster te sturen.
Ottokar werd begraven in de Sint-Vituskathedraal.

## Huwelijken en nakomelingen
In 1178 huwde hij met Adelheid van Meißen met wie hij vier kinderen kreeg:
- Vratislav (overleden voor 1200)
- Dagmar (1186-1212), huwde met Waldemar II van Denemarken
- Božislava (gestorven in 1238), huwde met Hendrik I van Ortenberg
- Hedvika, die in het klooster ging.

In 1199 scheidde hij van Adelheid en hertrouwde hij met Constance van Hongarije. Samen kregen ze negen kinderen:
- Vratislav (1200 - voor 1207)
- Judith (gestorven in 1230), gehuwd met Bernhard van Spanheim
- Anna (1204-1265), gehuwd met Hendrik II van Polen
- Anežka, jong gestorven
- Wenceslaus I (1205-1253), koning van Bohemen
- Wladislaus II (1207-1227), markgraaf van Moravië
- Přemysl (1209-1239), markgraaf van Moravië
- Wilhelmina (1210-1281) - mogelijk bekend als Guglielma la Boema
- Agnes (1211-1282)

## Voorouders
| Voorouders van Wenceslaus I van Bohemen | Voorouders van Wenceslaus I van Bohemen                                  | Voorouders van Wenceslaus I van Bohemen                                  | Voorouders van Wenceslaus I van Bohemen                                  | Voorouders van Wenceslaus I van Bohemen                                  |
| --------------------------------------- | ------------------------------------------------------------------------ | ------------------------------------------------------------------------ | ------------------------------------------------------------------------ | ------------------------------------------------------------------------ |
| Overgrootouders                         | Vratislav II van Bohemen (1035-1092) ∞ Swatawa van Polen (1048-1126)     | Hendrik I van Berg (1073-1122) ∞ Adelheid van Mochental (-)              | Lodewijk de Springer van Thüringen (1042-1123) ∞ Adelheid van Stade (-)  | Giso IV (1070–1122) ∞ Kunigunde von Bilstein (-)                         |
| Grootouders                             | Wladislaus I van Bohemen (1070-1125) ∞ Richeza van Berg (1095-1125)      | Wladislaus I van Bohemen (1070-1125) ∞ Richeza van Berg (1095-1125)      | Lodewijk I van Thüringen (-1140) ∞ Hedwig van Gudensberg (-)             | Lodewijk I van Thüringen (-1140) ∞ Hedwig van Gudensberg (-)             |
| Ouders                                  | Wladislaus II van Bohemen (1110-1174) ∞ Judith van Thüringen (1135-1210) | Wladislaus II van Bohemen (1110-1174) ∞ Judith van Thüringen (1135-1210) | Wladislaus II van Bohemen (1110-1174) ∞ Judith van Thüringen (1135-1210) | Wladislaus II van Bohemen (1110-1174) ∞ Judith van Thüringen (1135-1210) |
| Ottokar I van Bohemen (1155-1230)       |                                                                          |                                                                          |                                                                          |                                                                          |